# Келли Сибари
Келли Сибари (англ. Kelly Shibari, род. 9 сентября 1972 г.) — японо-американская порноактриса и модель.

## Ранние годы
Родилась и выросла в Японии. В 15 лет переехала в США. Также жила в Бей-Ридже, Бруклин и Адской кухне, в Манхэттене в Нью-Йорке. Свободно говорит на японском и английском.
Не имеет диплома о высшем образовании, так как поступила в колледж в возрасте 16-ти лет. Окончила факультет маркетинга. Утверждает, что имеет IQ на уровне Менса, но заявляет, что не заинтересована в том, чтобы стать членом Менса.
В течение десяти лет работала в качестве арт-директора и продюсера для мейнстрим-фильмов и телешоу и оставила эту отрасль во время забастовки Гильдии сценаристов США 2007-08 гг.

## Карьера
В 2007 году вошла в киноиндустрию для взрослых, отправив фотографии в The Score Group. Первоначально, когда работала в любительской порнографии, использовала сценическое имя Оливия. Фамилия Сибари в нынешнем артистическом псевдониме означает японское связывание. В июне 2014 года снялась для обложки журнала Penthouse Forum.

## Съёмки в традиционных СМИ
Снималась в видеоклипе на песню «Mein Land» группы Rammstein, премьера которого состоялась 11 ноября 2011 года. Также появилась в финале сериала «Сыны анархии» в 2014 году.

## Награды и номинации
| Год  | Церемония        | Результат | Номинация                                            | Работа               |
| ---- | ---------------- | --------- | ---------------------------------------------------- | -------------------- |
| 2010 | Urban X Award    | Номинация | BBW of the Year                                      | н/д                  |
| 2013 | NightMoves Award | Победа    | Best BBW Performer (Fan’s Choice)                    | н/д                  |
| 2014 | AVN Award        | Номинация | BBW Performer of the Year                            | н/д                  |
| 2014 | NightMoves Award | Победа    | Best BBW Performer (Fan’s Choice)                    | н/д                  |
| 2014 | NightMoves Award | Победа    | The Triple Play Award                                | н/д                  |
| 2014 | XBIZ Award       | Номинация | Best Non-Sex Acting Performance                      | Summer Loving        |
| 2015 | AVN Award        | Номинация | BBW Performer of the Year                            | н/д                  |
| 2015 | XBIZ Award       | Номинация | Best Scene — Non-Feature Release (с Рамоном Номаром) | Big Girls Are Sexy 4 |